# Sancho IV av Navarra
Sancho IV Garcés (1039 – 4 juni 1076) var kung över Navarra från år 1054 till år 1076. Han var den äldste sonen och arvingen till García V Sánchez av Nájera och hans hustru Estefanía. Sancho IV var bara fjorton år när han övertog sin fars krona efter dennes död.
Sancho IV var i konstant konflikt med Kastilien och konflikten kulminerade i det så kallade kriget mellan de tre Sanchos (1067-1068). Sancho II av Kastilien försökte att återta de delar som García V hade fått av sin bror Ferdinand I av Kastilien. Efter ett slag förlorade Sancho IV Bureba, Alta Rioja och Álava till sin kusin Sancho II av Kastilien.
Han gifte sig år 1068 med en fransyska som hette Placencia och de hade fyra barn, två söner och två döttrar. 
- García
- Ramón, lord av Esquiroz.
- Urraca

Sancho IV blev mördad i Peñalén, det är därför han kallas av Peñalén, av en konspiration ledd av sin bror Ramón. Efter Sancho IV död invaderade både Alfonso VI av Kastilien och Sancho av Aragonien Navarra men det var Sancho som utropade sig till kung över Navarra. 